# I-League 2011-2012
La I-League 2011-2012 è stata la quinta edizione della I-League, il campionato professionistico indiano di calcio per club, dalla sua istituzione nel 2007. La stagione è cominciata il 22 ottobre 2012.

## Partecipanti
| Team               | Città     | Stadio                       | Capacità |
| ------------------ | --------- | ---------------------------- | -------- |
| Air India          | Mumbai    | Cooperage Ground             | 12 000   |
| Chirag United      | Kannur    | Kaloor International Stadium | 60 000   |
| Churchill Brothers | Salcette  | Fatorda Stadium              | 27 300   |
| Dempo              | Panjim    | Fatorda Stadium              | 27 300   |
| East Bengal        | Kolkata   | Salt Lake Stadium            | 120 000  |
| Goa                | Panjim    | Fatorda Stadium              | 27 300   |
| H.A.L.             | Bangalore | Bangalore Football Stadium   | 15 000   |
| Mohun Bagan        | Kolkata   | Salt Lake Stadium            | 120 000  |
| Mumbai             | Mumbai    | Cooperage Ground             | 12 000   |
| Palian Arrows      | Kolkata   | Salt Lake Stadium            | 120 000  |
| Prayag United      | Kolkata   | Salt Lake Stadium            | 120 000  |
| Pune               | Pune      | Balewadi Sports Complex      | 20 000   |
| Salgaocar          | Vasco     | Fatorda Stadium              | 27 300   |
| Shillong Lajong    | Shillong  | Jawaharlal Nehru Stadium     | 25 000   |

## Cambiamenti manageriali
In chronological order from the bottom
| Team                      | Manager in uscita  | Motivo della partenza | Data di dimissioni | Posizione  | Manager in entrata     | Data di nomina   |
| ------------------------- | ------------------ | --------------------- | ------------------ | ---------- | ---------------------- | ---------------- |
| Mohun Bagan               | Subhash Bhowmick   | Caretaker             | 1 June 2011        | Pre-season | Steve Darby            | 19 July 2011     |
| Churchill Brothers        | Drago Mamic        | Caretaker             | 1 June 2011        | Pre-season | Manuel Gomes           | 9 June 2011      |
| Pailan Arrows             | Des Bulpin         | Sacked                | 13 August 2011     | Pre-season | Sukhwinder Singh       | 13 August 2011   |
| Chirag United Club Kerala | P. K. Unnikrishnan | Sacked                | 1 October 2011     | Pre-season | Pakir Ali              | 2 October 2011   |
| Mohun Bagan               | Steve Darby        | Resigned              | 15 October 2011    | Pre-Season | Prasanta Banerjee      | 18 October 2011  |
| Pailan Arrows             | Sukhwinder Singh   | Resigned              | 7 February 2012    | 13th       | Sujit Chakravarty      | 8 February 2012  |
| Churchill Brothers        | Manuel Gomes       | Sacked                | 14 February 2012   | 5th        | Carlos Roberto Pereira | 15 February 2012 |
| Chirag United Club Kerala | Pakir Ali          | Sacked                | 18 February 2012   | 12th       | Biswajit Bhattacharya  | 18 February 2012 |

## Giocatori stranieri
| Club                 | Giocatore 1                               | Giocatore 2                               | Giocatore 3                               | Giocatore asiatico                        |
| -------------------- | ----------------------------------------- | ----------------------------------------- | ----------------------------------------- | ----------------------------------------- |
| Air India            | Lamine Tamba                              | Henry Ezeh                                | None                                      | Takayuki Omi                              |
| Chirag United Kerala | Charles Dzisah                            | Isaac Boakye                              | David Sunday                              | None                                      |
| Churchill Brothers   | Roberto Mendes Silva                      | Nbusiyu David Opara                       | Henry Antchouet                           | Antun Kovacic                             |
| Dempo                | Ranti Martins                             | Koko Sakibo                               | Densill Theobald                          | Yusuke Kato                               |
| East Bengal          | Uga Samuel Okpara                         | Penn Orji                                 | Edmilson                                  | Tolgay Özbey                              |
| HAL                  | Joseph Femi Adeola                        | None                                      | None                                      | Rohit Chand                               |
| Mohun Bagan          | José Ramirez Barreto                      | Odafe Onyeka Okolie                       | Hudson Lima Silva                         | None                                      |
| Mumbai               | Kingsley Chioma                           | Ebi Sukore                                | Gbeneme Friday                            | Zohib Islam Amiri                         |
| Pailan Arrows        | Pailan Arrows non ha calciatori stranieri | Pailan Arrows non ha calciatori stranieri | Pailan Arrows non ha calciatori stranieri | Pailan Arrows non ha calciatori stranieri |
| Prayag United        | Josimar                                   | Yusif Yakubu                              | Bello Razaq                               | Kayne Vincent                             |
| Pune                 | Keita Mandjou                             | Pierre Djidjia Douhou                     | Chika Wali                                | Arata Izumi                               |
| Salgaocar            | Luciano Sabrosa                           | Chidi Edeh                                | Maxime Belouet                            | Ryuji Sueoka                              |
| Shillong Lajong      | James Gbilee                              | Christopher Chizoba                       | Johnny Menyongar                          | Matthew Mayora                            |
| Sporting Goa         | Boubacar Keita                            | Ogba Kalu Nnanna                          | James Moga                                | Park Jae-Hyun                             |

## Cambiamenti di sponsor
| Club                      | Nuovo proprietario            | Proprietario precedente       | Data             |
| ------------------------- | ----------------------------- | ----------------------------- | ---------------- |
| Pailan Arrows             | Pailan Group                  | All India Football Federation | 31 luglio 2011   |
| Prayag United             | Prayag Group                  | Chirag Computers              | 3 agosto 2011    |
| Chirag United Club Kerala | Chirag Computers              | Viva Kerala Group             | 7 agosto 2011    |
| Shillong Lajong           | Anglian Holdings (20% stake)1 | Anglian Holdings (20% stake)1 | 29 febbraio 2012 |

- 1:  Anglian Holdings only brought 20% in Shillong Lajong. The rest of the club is still owned by Shillong Lajong plc.

## Classifica
|                  | Pos. | Squadra            | Pt | G  | V  | N  | P  | GF | GS | DR  |
| ---------------- | ---- | ------------------ | -- | -- | -- | -- | -- | -- | -- | --- |
| India (bandiera) | 1.   | Dempo              | 57 | 26 | 18 | 3  | 5  | 59 | 21 | +38 |
|                  | 2.   | East Bengal        | 51 | 26 | 15 | 6  | 5  | 46 | 22 | +24 |
|                  | 3.   | Churchill Brothers | 48 | 26 | 14 | 6  | 6  | 47 | 28 | +19 |
|                  | 4.   | Mohun Bagan        | 47 | 26 | 13 | 8  | 5  | 51 | 32 | +19 |
|                  | 5.   | Pune               | 46 | 26 | 13 | 7  | 6  | 44 | 34 | +10 |
|                  | 6.   | Salgaocar          | 44 | 26 | 12 | 8  | 6  | 32 | 19 | +13 |
|                  | 7.   | Prayag United      | 42 | 26 | 11 | 9  | 6  | 41 | 32 | +9  |
|                  | 8.   | Goa                | 40 | 26 | 11 | 7  | 8  | 53 | 43 | +10 |
|                  | 9.   | Air India          | 32 | 26 | 9  | 5  | 12 | 30 | 37 | -7  |
|                  | 10.  | Shillong Lajong    | 28 | 26 | 7  | 7  | 12 | 24 | 44 | -20 |
|                  | 11.  | Mumbai             | 24 | 26 | 7  | 3  | 16 | 31 | 52 | -21 |
|                  | 12.  | Chirag United      | 20 | 26 | 6  | 2  | 18 | 28 | 50 | -22 |
|                  | 13.  | Palian Arrows      | 16 | 26 | 2  | 10 | 14 | 17 | 40 | -23 |
|                  | 14.  | H.A.L.             | 8  | 26 | 1  | 5  | 20 | 19 | 68 | -49 |

Legenda:

      Campione I-League.

      Ammessa alla Coppa dell'AFC 2013.

      Retrocessa in I-League 2nd Division.

Note:
Tre punti a vittoria, uno a pareggio, zero a sconfitta.

## Statistiche di stagione

### Capocannonieri
| Posizione | Giocatore           | Club               | Reti |
| --------- | ------------------- | ------------------ | ---- |
| 1         | Ranti Martins       | Dempo              | 32   |
| 2         | Odafe Onyeka Okolie | Mohun Bagan        | 26   |
| 3         | Tolgay Özbey        | East Bengal        | 18   |
| 4         | James Moga          | Sporting Goa       | 15   |
| 4         | Mandjou Keita       | Pune               | 15   |
| 6         | Ogba Kalu           | Sporting Goa       | 12   |
| 6         | David Opara         | Churchill Brothers | 12   |
| 6         | Henry Antchouet     | Churchill Brothers | 12   |
| 9         | Gbeneme Friday      | Mumbai             | 11   |
| 10        | Ryuji Sueoka        | Salgaocar          | 10   |

### Capocannonieri indiani
| Posizione | Giocatore           | Club                 | Reti |
| --------- | ------------------- | -------------------- | ---- |
| 1         | Chinadorai Sabeeth  | Pailan Arrows        | 9    |
| 2         | Manandeep Singh     | Air India            | 7    |
| 2         | Sandesh Gadkari     | Air India            | 7    |
| 2         | Subhash Singh       | Pune                 | 7    |
| 5         | C.K. Vineeth        | Chirag United Kerala | 6    |
| 5         | Clifford Miranda    | Dempo                | 6    |
| 5         | Victorino Fernandes | Sporting Goa         | 6    |
| 5         | Dawson Fernandes    | Sporting Goa         | 6    |
| 5         | Lalrindika Ralte    | Churchill Brothers   | 6    |

### Triplette
| Giocatore                | A favore              | Contro                | Risultato                                         | Data             |
| ------------------------ | --------------------- | --------------------- | ------------------------------------------------- | ---------------- |
| Odafe Onyeka Okolie      | Mohun Bagan           | Pailan Arrows         | 3–1 Archiviato il 27 dicembre 2012 in Archive.is. | 23 ottobre 2011  |
| James Moga               | Sporting Clube de Goa | Salgaocar             | 4–2                                               | 5 novembre 2011  |
| Josimar da silva Martins | Prayag United         | Pune                  | 5–1                                               | 5 novembre 2011  |
| Tolgay Ozbey             | East Bengal           | HAL                   | 8–1                                               | 23 novembre 2011 |
| Henry Antchouet          | Churchill Brothers    | Shillong Lajong       | 6–0 Archiviato il 3 gennaio 2013 in Archive.is.   | 17 dicembre 2011 |
| David Opara              | Churchill Brothers    | Sporting Clube de Goa | 5–0 Archiviato il 3 gennaio 2013 in Archive.is.   | 28 dicembre 2011 |
| Odafe Onyeka Okolie      | Mohun Bagan           | Churchill Brothers    | 3–2                                               | 15 gennaio 2012  |
| David Opara              | Churchill Brothers    | Chirag United Kerala  | 4–0                                               | 4 aprile 2012    |
| Rohit Chand              | HAL                   | Pune                  | 4–6                                               | 10 aprile 2012   |
| Gbeneme Friday           | Mumbai                | HAL                   | 5–1                                               | 14 aprile 2012   |
| David Sunday             | Chirag United Kerala  | East Bengal           | 3–4                                               | 16 aprile 2012   |
| Chinadorai Sabeeth       | Pailan Arrows         | Chirag United Kerala  | 3–0                                               | 25 aprile 2012   |